# Sebastian Schwarz (Priester)
Sebastian Schwarz (* 14. Jänner 1809 in Lasberg; † 14. Mai 1870 in Vöcklabruck) war ein österreichischer römisch-katholischer Priester und Ordensstifter.

## Leben
Schwarz, Sohn eines Leinenwebermeisters und Zwirnhändlers († 1818), besuchte ab 1823 das Akademische Gymnasium Linz und ab 1827 das Stiftsgymnasium Kremsmünster. 1833 erhielt er die Priesterweihe und wirkte von 1834 bis 1837 in Mauthausen als Kaplan und anschließend in St. Magdalena als Aushilfspriester. 1840 bekam er das Benefiziat in Vöcklabruck und wurde 1841 Pfarrkurator.
Am 21. Juni 1842 eröffnete er mit zwei weltlichen Betreuerinnen eine Kinderbewahranstalt für Zwei- bis Sechsjährige und im Mai 1843 eine private Industrie- und Arbeitsschule für Mädchen, in der Sechs- bis Vierzehnjährige dreimal pro Woche Handarbeitsunterricht erhielten. 1847 erwarb Schwarz nächst der Katholischen Pfarrkirche Vöcklabruck das Haus eines Sockenstrickern, das als Gründungshaus der Vöcklabrucker Franziskanerinnen gilt.
Auf Initiative Schwarz wurde unter anderem die Waizenkirchnerin Juliane Wimmer (1824–1886) zur Ausbildung zu den Schulschwestern vom dritten Orden des Heiligen Franziskus zu Graz geschickt. Nachdem diese im September 1850 als Schwester Franziska Serafika ihre Profess ablegte, zog sie in das Gründungshaus (Mutterhaus) der Vöcklabrucker Franziskanerinnen ein und wurde deren erste Oberin. 1861 erfolgte die Anerkennung als selbstständiges Institut durch den Linzer Bischof Franz Joseph Rudigier und 1937 bekam der Orden päpstlichem Statut.